# Liste der Träger des Grimme Online Awards

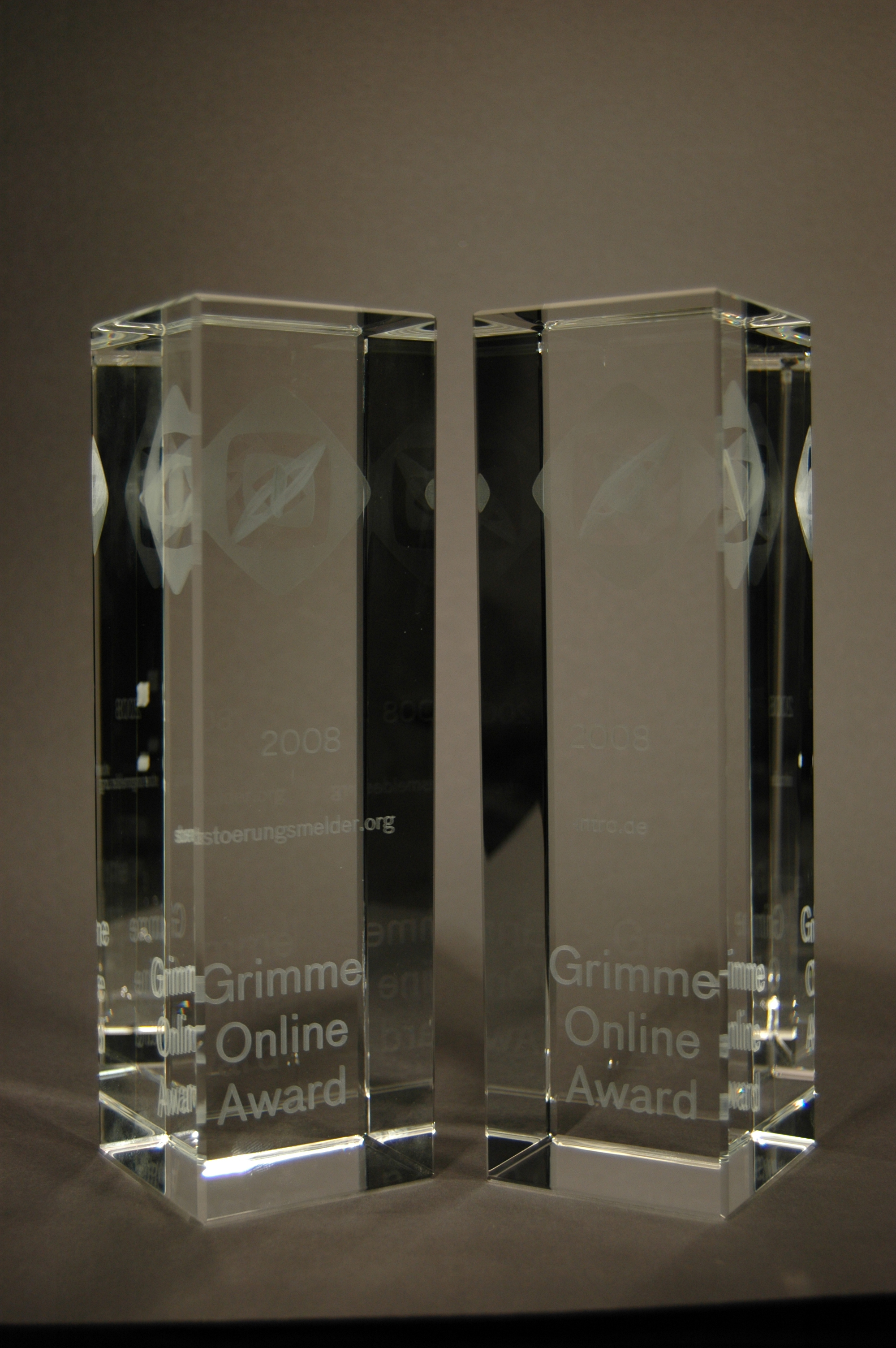
Der Grimme Online Award

Der Grimme Online Award ist eine vom Grimme-Institut seit 2001 vergebene Auszeichnung für publizistische Qualität im Internet. Der Preis wurde zunächst in wechselnden Kategorien vergeben, seit 2005 gibt es drei Standardkategorien: „Information“, „Wissen und Bildung“ und „Kultur und Unterhaltung“. Die Preisträger werden von einer interdisziplinären Fachjury aus bis zu 30 Nominierten ausgewählt. Zusätzlich wird ein Publikumspreis vergeben, über dessen Empfänger alle Internetnutzer abstimmen können. Für besonders innovative Projekte kann außerdem ein Spezialpreis vergeben werden. Diese Liste führt alle bisherigen Preisträger des Grimme Online Awards auf.
Anmerkung: Die verlinkten Websites haben sich nach der teilweise mehrere Jahre zurückliegenden Auszeichnung mehr oder weniger stark verändert, sie entsprechen also nicht zwangsläufig dem Stand der Preisvergabe.

## 2001
| Kategorie       | Angebot                      | Herausgeber | Beschreibung | Link                                                     |
| --------------- | ---------------------------- | --- | --- | -------------------------------------------------------- |
| TV              | n-tv.de                      | n-tv | Onlineportal des Nachrichtensenders n-tv                                                                                    | n-tv.de                                                  |
| TV              | schmidt.de                   | Harald Schmidt                                                                                                   | „schmidt.de erweitert mit Satire in Audio-, Video-, und Bildelementen das Konzept der Harald Schmidt Show auf das Internet“ | schmidt.de                                               |
| TV              | MTV Online                   | MTV | Hintergrundinformationen zum Musikprogramm des Senders                                                                      | mtv.de                                                   |
| Internet-TV     | Bitfilm                      | Bitfilm Studios                                                                                                  | Film-Community, auf der Nutzende eigene Filme hochladen und bewerten lassen können                                          | bitfilm.de                                               |
| Internet-TV     | giga.de                      | GIGA | Interaktionsplattform des Fernsehsenders GIGA                                                                               | giga.de                                                  |
| Medienkompetenz | eScript                      | ZDF | Website, bei der sich die Nutzer an der Entstehung der Krimireihe Wilsberg beteiligen können                                | escript (Memento vom 3. Januar 2001 im Internet Archive) |
| Medienkompetenz | Online-Forum Medienpädagogik | Landesinstitut für Erziehung und Unterricht Baden-Württemberg (seit 2003: Landesmedienzentrum Baden-Württemberg) | Forum zum Thema Medienpädagogik                                                                                             | mediaculture-online.de                                   |
| Medienkompetenz | politik-digital              | pol-di.net e. V.                                                                                                 | bereitet aktuelle politische Debatten auf und regt die Leser zum Mitdiskutieren an                                          | politik-digital.de                                       |
| Medienkompetenz | Kidsville                    | Anke Hildebrandt und Kristina Schnelle                                                                           | Onlineportal, in dem Kinder den kritischen Umgang mit Medien erlernen sollen                                                | kidsville.de                                             |

## 2002
| Kategorie                                | Angebot                                               | Herausgeber                                           | Beschreibung | Link                  |
| ---------------------------------------- | ----------------------------------------------------- | ----------------------------------------------------- | --- | --------------------- |
| TV                                       | Stammzellen                                           | WDR                                                   | Portal mit Überblick zu den gegensätzlichen Diskussionen zum Thema Stammzellen                                    | wdr.de                |
| TV                                       | Dasding                                               | Südwestrundfunk (SWR), Marc Bürkle, Wolfgang Gushurst | Jugendmedia-Projekt                                                                                               | dasding.de            |
| Internet-TV                              | Borschts Welt                                         | safran films + licensing                              | Internet-TV Seite, bei der Nutzende aktiv auf das Programm einwirken und eigene Kurzfilme ins Netz stellen können | borscht.tv            |
| Medienjournalismus                       | Telepolis                                             | Heise Verlag                                          | Nachrichtenportal mit Schwerpunkt auf wissenschaftlichen, technischen und kulturellen Themen                      | heise.de              |
| Publikumspreis                           | Was guckst du?!                                       | Sat.1                                                 | Website zur Comedyshow Was guckst du?! mit Hintergrundinformationen und Zusatzmaterial zu den Themen der Sendung. | sat1.de               |
| Förderpreis Medienkompetenz Newcomer     | dol2day                                               | democracy online today                                | Politik-orientierte Online-Community                                                                              | dol2day.com           |
| Förderpreis Medienkompetenz Newcomer     | bielewelt.de – virtueller Kinder- und Jugendstadtplan | Bielefelder Jugendring e. V.                          | Von Kindern und Jugendlichen gestalteter Freizeitführer der Stadt Bielefeld                                       | bielewelt.de          |
| Förderpreis Medienkompetenz Professional | Robokutschpiloten- Rallye                             | AutoLernWerkStatt, Deutscher Bibliotheksverband       | Online-Rallye für Kinder mit geographischen Inhalten                                                              |                       |
| Förderpreis Medienkompetenz Professional | jetzt.de                                              | Süddeutsche Zeitung                                   | Jugendwebsite der Süddeutschen Zeitung                                                                            | jetzt.sueddeutsche.de |

## 2003
| Kategorie          | Angebot               | Herausgeber          | Beschreibung | Link                                                  |
| ------------------ | --------------------- | -------------------- | --- | ----------------------------------------------------- |
| TV                 | Käpt'n Blaubär        | WDR                  | Informations- und Unterhaltungsportal für Kinder, basierend auf der Käpt’n-Blaubär-Geschichte                                                                                  | wdrmaus.de                                            |
| TV                 | Östlich der Sonne     | WDR                  | Website zur Dokumentation Vom Baikalsee nach Alaska mit kurzen Filmausschnitten und einem Glossar mit zusätzlichen Informationen zum Thema der Reise                           | presseportal.de                                       |
| TV                 | LexiTV                | MDR                  | Website zur Wissensendung „LexiTV“ | lexi-tv.de                                            |
| Medienjournalismus | Onlinejournalismus.de | Roman Mischel        | Projekt zur webgerechten Aufbereitung klassischer journalistischer Themen | onlinejournalismus.de                                 |
| Medienjournalismus | Perlentaucher         | Perlentaucher Medien | Kulturmagazin mit täglicher Presseschau in deutsche Feuilletons und Recherchen in internationalen Kulturmagazinen                                                              | perlentaucher.de                                      |
| Publikumspreis     | Der Mietmensch        | ZDF.reporter         | Hier wurde der Selbstversuch eines Redakteurs begleitet, der acht Wochen lang als Mietobjekt durch Deutschland zog; die Nutzer konnten über den jeweils nächsten Job abstimmen | zdf.de (Memento vom 9. Juni 2003 im Internet Archive) |

## 2004
| Kategorie          | Angebot                                        | Herausgeber                        | Beschreibung | Link                                                             |
| ------------------ | ---------------------------------------------- | ---------------------------------- | --- | ---------------------------------------------------------------- |
| TV                 | Planet Wissen                                  | WDR, SWR, BR alpha                 | Website der Sendung „Planet Wissen“ mit zusätzlichen Informationen sowie Audio- und Videobeiträge, Link- und Literaturlisten und weiterem Material zu den Themen der Sendung | planet-wissen.de                                                 |
| TV                 | Stauffenberg – Der Film                        | SWR                                | Website zu „Stauffenberg – Der Film“ mit ausführlichen Informationen zum Attentat auf Adolf Hitler am 20. Juli 1944                                                          | swr.de                                                           |
| TV                 | Verkehrsunfälle – das verdrängte Massensterben | BR-Online                          | Website zum Thema Verkehrsunfälle, erinnert an hier häufige tragische Einzelschicksale                                                                                       | br-online.de (Memento vom 26. Juli 2008 im Internet Archive)     |
| Web-Media          | Dem Ersin und Börek Show                       | 4LagigWeich – Langbein & Kunze GbR | Internet-Comedy-Sendung, die von den auf klassischen Stereotypen beruhenden Charakteren getragen wird                                                                        | ersin-boerek.de (Memento vom 10. April 2009 im Internet Archive) |
| Web-Media          | Der Film Poem                                  | Trigger Happy Productions          | Website mit Hintergrundinformationen zum Film Poem – Ich setzte den Fuß in die Luft und sie trug                                                                             | poem-derfilm.d                                                   |
| Medienjournalismus | Die Gegenwart (heute: Neue Gegenwart)          | Björn Brückerhoff                  | Online-Magazin für Medienjournalismus | neuegegenwart.de                                                 |
| Publikumspreis     | Gute Zeiten, schlechte Zeiten                  | RTL Television                     | Webportal der RTL-Soap Gute Zeiten, schlechte Zeiten | gzsz.rtl.de                                                      |

## 2005
| Kategorie               | Angebot             | Herausgeber                                                                | Beschreibung | Link                |
| ----------------------- | ------------------- | -------------------------------------------------------------------------- | --- | ------------------- |
| Information             | Bildblog            | B-log GbR (Stefan Niggemeier, Christoph Schultheis)                        | Meistgelesenes deutsches Weblog, das sich kritisch mit den Berichten der Bild-Zeitung auseinandersetzt                                    | bildblog.de         |
| Wissen und Bildung      | holocaust.heute.de  | ZDF, HR neue Medien                                                        | Seite über das Holocaust-Mahnmal | zdf.de              |
| Wissen und Bildung      | Einsteins Welt      | ZDF                                                                        | Informationen zum Leben und Wirken Albert Einsteins                                                                                       | einstein.zdf.de     |
| Wissen und Bildung      | Jugendopposition.de | Robert-Havemann- Gesellschaft e. V., Bundeszentrale für politische Bildung | Das Portal beschreibt anhand von Biografien, Interviews und Originalquellen die Aktivitäten von Jugendlichen gegen das Regime in der DDR. | jugendopposition.de |
| Wissen und Bildung      | Wikipedia           | Wikimedia Foundation                                                       | Von ehrenamtlichen Autoren verfasste, freie Online-Enzyklopädie in nahezu 300 Sprachversionen (2018)                                      | de.wikipedia.org    |
| Kultur und Unterhaltung | Lyrikline.org       | Literaturwerkstatt Berlin                                                  | Portal für zeitgenössische Poesie in verschiedenen Sprachen                                                                               |                     |
| Spezial                 | Spiegel Online      | SPIEGELnet GmbH                                                            | Internetportal des Nachrichtenmagazins Der Spiegel, größtes deutschsprachiges Nachrichtenportal                                           | spiegel.de          |
| Publikumspreis          | Wikipedia           | Siehe oben Kategorie „Wissen und Bildung“                                  | |                     |

## 2006
| Kategorie               | Angebot        | Herausgeber                                                | Beschreibung | Link              |
| ----------------------- | -------------- | ---------------------------------------------------------- | --- | ----------------- |
| Information             | jetzt.de       | Süddeutsche Zeitung                                        | Jugendwebsite der Süddeutschen Zeitung | jetzt.de          |
| Information             | iRights.info   | Mikro e. V.                                                | Informationsportal zu Rechtsfragen zum Thema Internet und Computer                                                                                     | irights.info      |
| Wissen und Bildung      | Blinde Kuh     | Bundesministerium für Familie, Senioren, Frauen und Jugend | Internetportal für Kinder; soll diesen einen adäquaten Zugang zum Internet bieten und ist in Gestaltung und Inhalt auf 6- bis 12-Jährige ausgerichtet. | blinde-kuh.de     |
| Wissen und Bildung      | worldtrip.tv   | Spiegel Online                                             | Interaktive Reisereportage, die Bilder und Videos in Google Earth einbindet                                                                            | worldtrip.tv      |
| Kultur und Unterhaltung | Ehrensenf      | ravenrocker                                                | Internet-Comedy-Sendung | ehrensenf.de      |
| Kultur und Unterhaltung | Riesenmaschine | Zentrale Intelligenz Agentur                               | Weblog zu Entwicklungen und Erfindungen auf verschiedenen Gebieten                                                                                     | riesenmaschine.de |
| Spezial                 | Spreeblick     | Spreeblick Verlag                                          | Blog zu den Themen Medien, Unterhaltung und Kultur; versteht sich mehr als ein offenes Forum denn als journalistisches Angebot                         | spreeblick.de     |
| Publikumspreis          | Ehrensenf      | Siehe oben Kagtegorie „Kultur und Unterhaltung“            | |                   |

## 2007
| Kategorie               | Angebot                  | Herausgeber                       | Beschreibung                                                                | Link                     |
| ----------------------- | ------------------------ | --------------------------------- | --------------------------------------------------------------------------- | ------------------------ |
| Information             | fudder.de                | Online Verlag GmbH Freiburg       | Regionales Community-Portal des Badischen Verlags für Freiburg im Breisgau  | fudder.de                |
| Information             | Stefan Niggemeier – Blog | Stefan Niggemeier                 | Blog des Medienjournalisten Stefan Niggemeier                               | stefan-niggemeier.de     |
| Information             | Tagesschau-Blog          | ARD                               | Blog der Tagesschau-Redaktion                                               | blog.tagesschau.de       |
| Wissen und Bildung      | Elektrischer Reporter    | Verlagsgruppe Handelsblatt        | stellt neue technische Entwicklungen vor                                    | elektrischer-reporter.de |
| Kultur und Unterhaltung | Nach 100 Jahren          | Monika Porrmann                   | Blog über den Briefverkehr der Schriftstellerin Annette von Droste-Hülshoff | nach100jahren.de         |
| Kultur und Unterhaltung | Polylog.tv               | Rundfunk Berlin-Brandenburg (RBB) | Diskussionsportal zur Zeitgeschichte                                        | polylog.tv               |
| Publikumspreis          | hausgemacht.tv           | SevenOne Intermedia GmbH          | Videoportal zu Themen des Alltags                                           | hausgemacht.tv           |

## 2008
| Kategorie               | Angebot                 | Herausgeber                                                      | Beschreibung                                                                   | Link                    |
| ----------------------- | ----------------------- | ---------------------------------------------------------------- | ------------------------------------------------------------------------------ | ----------------------- |
| Information             | Störungsmelder          | ZEIT online GmbH                                                 | Online-Projekt gegen Rechtsextremismus                                         | blog.zeit.de            |
| Information             | WDR MEDIATHEK regional  | Westdeutscher Rundfunk Köln                                      | Onlineangebot mit Beiträgen des WDR Fernsehens und Hörfunks                    | wdr.de                  |
| Wissen und Bildung      | kids-hotline            | Kinderschutz e. V. München                                       | Online-Beratung für Jugendliche                                                | kids-hotline.de         |
| Wissen und Bildung      | zeitzeugengeschichte.de | Metaversa e. V.                                                  | 40 Zeitzeugen-Interviews mit persönlichen Erfahrungen aus der NS-Vergangenheit | zeitzeugengeschichte.de |
| Kultur und Unterhaltung | Intro.de                | INTRO GmbH & Co KG                                               | Aktuelle Website des Musikmagazins                                             | intro.de                |
| Kultur und Unterhaltung | Literaturport           | Literarisches Colloquium Berlin, Brandenburgisches Literaturbüro | Literatur der Region Berlin/Brandenburg                                        | literaturport.de        |
| Special                 | Hobnox.com              | Hobnox AG                                                        | Unterhaltungsportal mit verschiedenen Videochannels                            | hobnox.com              |
| Publikumspreis          | Sandra Schadek – ALS    | Sandra Schadek                                                   | Amyotrophe Lateralsklerose aus der Sicht einer Betroffenen                     | sandraschadek.de        |

## 2009
| Kategorie               | Angebot                                    | Herausgeber                          | Beschreibung                                                   | Link              |
| ----------------------- | ------------------------------------------ | ------------------------------------ | -------------------------------------------------------------- | ----------------- |
| Information             | Carta                                      | Robin Meyer-Lucht                    | Blog zu den Themen Politik, Medien und Ökonomie                | carta.info        |
| Information             | Jens Weinreich – Blog                      | Jens Weinreich                       | Blog zu den Themen Politik und Sport                           | jensweinreich.de  |
| Information             | ZDFparlameter                              | ZDF                                  | Multimediale Darstellung der Arbeit von Bundestagsabgeordneten | parlameter.zdf.de |
| Wissen und Bildung      | Design Tagebuch                            | Achim Schaffrinna                    | Blog zu den Themen Design, Webdesign und Fotografie            | designtagebuch.de |
| Wissen und Bildung      | zzzebraNetz                                | Labbé Verlag                         | Vernetzung von fünf Kinderseiten                               | labbe.de          |
| Kultur und Unterhaltung | Krimi-Couch.de                             | Literatur-Couch Medien GmbH & Co. KG | Portal zum Thema Kriminalliteratur                             | krimi-couch.de    |
| Kultur und Unterhaltung | Tom und das Erdbeermarmeladebrot mit Honig | SWR Kindernetz                       | Interaktive Kindergeschichten                                  | tomportal.de      |
| Special                 | ByteFM                                     | ByteFM GmbH                          | Hamburger Internetradiosender                                  | byte.fm           |
| Publikumspreis          | Wissen macht Ah!                           | Westdeutscher Rundfunk               | Website des gleichnamigen TV-Wissensmagazins                   | wissenmachtah.de  |

## 2010
| Kategorie               | Angebot                                                     | Herausgeber                          | Beschreibung                                             | Link             |
| ----------------------- | ----------------------------------------------------------- | ------------------------------------ | -------------------------------------------------------- | ---------------- |
| Information             | FuPa – das regionale Fußballportal                          | FuPa GmbH                            | Portal über den regionalen Fußballsport aus Niederbayern | fu-pa.de         |
| Information             | Soukmagazine                                                | Marc Röhlig                          | Gesellschaftsmagazin für den Orient                      | soukmagazine.de  |
| Wissen und Bildung      | beroobi – Erlebe Berufe online!                             | Schulen ans Netz e. V.               | Portal zu Ausbildungsberufen                             | beroobi.de       |
| Wissen und Bildung      | Das Wunder von Leipzig                                      | Mitteldeutscher Rundfunk (MDR), Arte | Informationen zur Leipziger Geschichte                   | php2.arte.tv     |
| Wissen und Bildung      | Ein Jahr auf dem Bauernhof                                  | Planet Schule                        | Informationen rund um den Bauernhof                      | planet-schule.de |
| Wissen und Bildung      | Little Berlin – Ein Dorf deutscher Geschichte               | Axel-Springer-Akademie               | Informationen zu Mödlareuth                              | littleberlin.de  |
| Kultur und Unterhaltung | Frischfilm – Die Kurzfilmplattform des Schweizer Fernsehens | Schweizer Fernsehen                  | Plattform für Kurzfilme                                  | frischfilm.sf.tv |
| Spezial                 | TINY TALES – Micro Fiction auf Twitter                      | Florian Meimberg                     | Literatur auf Twitter                                    | twitter.com      |
| Publikumspreis          | Fernsehkritik-TV                                            | Alsterfilm GmbH                      | Satirisch-kritisches Fernsehmagazin                      | fernsehkritik.tv |

## 2011
| Kategorie               | Angebot                                                  | Herausgeber                            | Beschreibung                                                                                           | Link                                      |
| ----------------------- | -------------------------------------------------------- | -------------------------------------- | --- | ----------------------------------------- |
| Information             | DRadio Wissen                                            | Deutschlandradio                       | Bis 30. April 2017 Portal des Wissenschaftsprogramms des Deutschlandradios, heute Deutschlandfunk Nova | wissen.dradio.de (deutschlandfunknova.de) |
| Information             | law blog                                                 | Udo Vetter                             | Blog über den Alltag als Strafverteidiger                                                              | lawblog.de                                |
| Wissen und Bildung      | Neusprechblog                                            | Martin Haase, Kai Biermann             | Blog über Neusprech                                                                                    | neusprech.org                             |
| Wissen und Bildung      | Prison Valley                                            | Arte                                   | Webdokumentation über die Gefängnisindustrie in Cañon City, USA                                        | prisonvalley.arte.tv                      |
| Kultur und Unterhaltung | Reisedepesche                                            | Johannes Klaus                         | Blog als Reisetagebuch                                                                                 | reisedepesche.de                          |
| Kultur und Unterhaltung | wortwuselwelt                                            | Brigitte Krämer, Nina Pagalies         | U. a. Wortspiele für Kinder                                                                            | wortwusel.net                             |
| Spezial                 | GuttenPlag Wiki                                          | Mehr als 1.000 freiwillige Mitarbeiter | Wiki für die Beweisführung von Plagiaten                                                               | de.guttenplag.wikia.com                   |
| Spezial                 | Verräterisches Handy: Was Vorratsdaten über uns verraten | ZEIT Online GmbH                       | Projekt über Vorratsdatenspeicherung                                                                   | zeit.de                                   |
| Publikumspreis          | Game One                                                 | MTV Networks Germany GmbH              | Plattform für Video- bzw. Computerspiele                                                               | gameone.de                                |

## 2012
| Kategorie               | Angebot                          | Herausgeber | Beschreibung                                                                                              | Link                   |
| ----------------------- | -------------------------------- | --- | --- | ---------------------- |
| Information             | Migazin                          | Ekrem Senol | „MiGAZIN ist ein unabhängiges Online-Magazin mit Themen rund um Integration und Migration in Deutschland“ | migazin.de             |
| Information             | Zukunft Mobilität                | Martin Randelhoff | Blog zum Thema Mobilität                                                                                  | zukunft-mobilitaet.net |
| Wissen und Bildung      | Amazonien – die Seele der Indios | Arte | Web-Reportage über Amazonien                                                                              | amazonie.arte.tv       |
| Wissen und Bildung      | Lobbypedia                       | Lobbycontrol – Initiative für Transparenz und Demokratie e. V. | „Die Lobbypedia ist ein unabhängiges und kritisches Lobbyismus-Lexikon“                                   | lobbypedia.de          |
| Wissen und Bildung      | MusikTraining                    | Klaus Kauker | YouTube-Kanal zum Thema Musik                                                                             | musiktraining.de       |
| Kultur und Unterhaltung | 140 Sekunden                     | AVE Gesellschaft für Fernsehproduktion mbH | Website mit Videos zu Tweets                                                                              | 140sekunden.de         |
| Kultur und Unterhaltung | berlinfolgen                     | 2470media und Die Tageszeitung: Anna Kristina Bauer, Frauke Böger, Michael Hauri, Lukas Kawa, Jannis Keil, Ann Sophie Lindström, Kay Meseberg, Daniel Nauck, Plutonia Plarre | „[…] Porträts von Menschen aus Berlin […]“                                                                | berlinfolgen.de        |
| Spezial                 | Memory Loops                     | Michaela Melián | „300 Tonspuren zu Orten des NS-Terrors in München 1933–1945“                                              | memoryloops.net        |
| Publikumspreis          | Tagesschau-App                   | tagesschau.de | App zur Tagesschau                                                                                        | tagesschau.de          |

## 2013
| Kategorie               | Angebot                                     | Herausgeber | Beschreibung | Link              |
| ----------------------- | ------------------------------------------- | --- | --- | ----------------- |
| Information             | Der Postillon                               | Stefan Sichermann | Satirische Website im Stil einer Nachrichtenseite | der-postillon.com |
| Information             | Politnetz – Die Polit-Plattform der Schweiz | Thomas Bigliel, Markus Koller | „Politnetz.ch ist eine politisch und institutionell unabhängige Informations- und Kommunikationsplattform für Schweizer Politik“                                                         | politnetz.ch      |
| Wissen und Bildung      | Alma                                        | Alexandre Brachet, Sebastien Brothier, Miquel Dewever-Plana, Isabelle Fougère                                                                    | Web-Reportage von Arte über den Alltag in einer Straßenbande in Guatemala | alma.arte.tv      |
| Wissen und Bildung      | Plan B                                      | Philipp Barth, Antje Binder, Hilke Fischer, Vera Freitag, Greta Hamann, Michael Hartlep, Vera Kern, Ruth Krause, Andre Leslie, Christoph Ricking | Multimedia-Projekt der Deutschen Welle zur Eurokrise | dw.de             |
| Wissen und Bildung      | Soziopod                                    | Patrick Breitenbach, Nils Köbel | Podcast zu soziologischen und philosophischen Themen |                   |
| Kultur und Unterhaltung | 11FREUNDE Liveticker                        | Andreas Bock, Johannes Ehrmann, Dirk Gieselmann, Moritz Herrmann, Fabian Jonas, Benjamin Kuhlhoff, Alex Raack und Ron Ulrich                     | Liveticker zum Thema Fußball | 11freunde.de      |
| Kultur und Unterhaltung | Museumsplattform NRW                        | Christian Esch, HD Schellnack und Angela Stercken                                                                                                | „In ständiger Erweiterung entwickelt sich mit der museumsplattform nrw eine umfangreiche virtuelle Sammlung der Kunst der Moderne und der Gegenwart aus 20 Museen Nordrhein-Westfalens.“ | nrw-museum.de     |
| Spezial                 | #aufschrei                                  | „Alle, die sich konstruktiv an #aufschrei beteiligt haben“                                                                                       | Hashtag zur Sexismusdebatte | twitter.com       |
| Publikumspreis          | Der Postillon                               | Siehe oben Kategorie „Information“ | |                   |

## 2014
| Kategorie               | Angebot                                                  | Herausgeber | Beschreibung | Link                   |
| ----------------------- | -------------------------------------------------------- | --- | --- | ---------------------- |
| Information             | Jung & Naiv – Politik für Desinteressierte               | Tilo Jung | Online-Sendung über Politik für junge Leute, unter anderem mit Interviews mit Politikern                                                       | jungundnaiv.de         |
| Information             | Pressekompass                                            | Cornelius Frey, Pia Frey | Sammlung und Gegenüberstellung verschiedener Pressekommentare zu aktuellen Themen                                                              | pressekompass.net      |
| Information             | Zwischen Hoffnung und Verzweiflung – der neue Nahe Osten | Jörg Armbruster, Christian Daubner, Ernst Eisenbichler, Sandra Marsch, Silvia Renauer, Markus Rosch, Esther Saoub, Isabella Schels, Richard C. Schneider, Alexander Stenzel | Webspecial zur gleichnamigen Fernseh-Dokumentation des BR in Kooperation mit dem SWR                                                           | der-neue-nahe-osten.de |
| Wissen und Bildung      | Fort McMoney                                             | David Dufresne, Raphaëlle Huysmans, Alexander Knetig, Philippe Lamarre, Marianne Levy-Leblond, Hugues Sweeney, Martin Viau, Dominique Willieme                              | Doku-Game des Fernsehsenders ARTE, basierend auf dem kanadischen Fort McMurray                                                                 | fortmcmoney.com        |
| Kultur und Unterhaltung | 42553 Neviges                                            | Norbert Molitor | Blog über das Geschehen in Velbert-Neviges | nevigeser.blogspot.de  |
| Kultur und Unterhaltung | Du fliegst nur einmal                                    | Piotr Fedorczyk, Peter Gassner, Christof Gertsch, Sylke Gruhnwald, Brigitte Meyer, Jan Wächter, Roland Ryser                                                                | Multimedia-Reportage der NZZ über Iouri Podladtchikov und seine Teilnahme an den Snowboard-Wettbewerben bei den Olympischen Winterspielen 2014 | nzz.ch                 |
| Spezial                 | netzpolitik.org                                          | Markus Beckedahl | Blog über Themen der digitalen Gesellschaft | netzpolitik.org        |
| Spezial                 | Pop auf'm Dorf                                           | Stefan Domke, Tim Fischbach, Christoph Merkelbach, Stefan Moll, David Ohrndorf, Jörg Runkel                                                                                 | Reportage-Tool zur gleichnamigen Fernseh-Dokumentation des WDRs über das Haldern Pop Festival                                                  | reportage.wdr.de       |
| Publikumspreis          | LeFloid                                                  | Florian Mundt | Populärer YouTube-Kanal | youtube.com            |

## 2015
| Kategorie               | Angebot                                               | Herausgeber | Beschreibung | Link                       |
| ----------------------- | ----------------------------------------------------- | --- | --- | -------------------------- |
| Information             | Checkpoint                                            | Lorenz Maroldt | Newsletter mit politischer Kommentierung des Der Tagesspiegel | checkpoint.tagesspiegel.de |
| Information             | MH17 – Die Suche nach der Wahrheit                    | Marcus Bensmann, Julia Brötz, David Crawford, David Drepper, Thorsten Franke, Ariel Hauptmeier, Jonathan Sachse, David Schraven, Benedict Wermter                     | Für die Recherche und Ausarbeitung des Correctiv Portal über den Absturz des Malaysia-Airlines-Flug 17                                                                             | mh17.correctiv.org         |
| Information             | neukoellner.net                                       | Max Büch, Fabian Friedmann, Karolin Korthase, Regina Lechner, Sabrina Markutzyk, Michael Mosuch, Björn Müller, Dominik Sindern, Patrick Schirmer-Sastre, Cara Wuchold | Online-Lokalzeitung zum gleichnamigen Berliner Bezirk | neukoellner.net            |
| Wissen und Bildung      | netwars / out of CTRL                                 | Sebastian Baurmann, Michael Grotenhoff, Hendrik Hölzemann, Saskia Kress, Timo Langpeter, Alexander von Lukowitz, Lena Thiele, Nico Zimmermann                         | Webdokumentation der Fernsehsender ARTE, ZDF, dem Heise-Verlag und der Produktionsfirma filmtank über das Thema Cyberkrieg                                                         | netwars-project.com        |
| Kultur und Unterhaltung | Digitorial „Monet und die Geburt des Impressionismus“ | Dominic Bäuerle, Chantal Eschenfelder, Silke Janßen, Antje Lindner, Alexander Philipp, Sabrina Rether, Lisa von Schönfeldt, Kathleen Sterzel, Jakob Schwerdtfeger     | Für das Städel Museum entwickeltes digitales Tutorial zur Vorbereitung für Museumsbesucher, um das Konzept des Impressionismus und die Werke von Claude Monet besser zu vermitteln | monet.staedelmuseum.de     |
| Kultur und Unterhaltung | Hyperbole TV                                          | Bastian Asdonk, Alisa Ehlert, Tobias Goltz, Benjamin Kahlmeyer und Vanessa Schneider                                                                                  | YouTube-Kanal für gesellschaftlich relevante Themen der ursprünglich als Forschungsprojekt der Leuphana Universität Lüneburg angefangen hat                                        | hyperbole.de               |
| Kultur und Unterhaltung | Mamour, mon amour                                     | Daniel Barben, Dominik Galliker und Enrique Muñoz García | Multimediareportage der Berner Zeitung über die Liebe einer Schweizerin und eines Senegalesen                                                                                      | mamour.ch                  |
| Kultur und Unterhaltung | Polar Sea 360°                                        | Wolfgang Bergmann, Christian Cools, Marita Hübinger, Kay Meseberg, Irene Vandertop, Thomas Wallner und Stephanie Weimar                                               | Video-Webdokumentation der Sender Arte, ZDF, TVO sowie der Ryerson University | polarsea360.arte.tv        |
| Publikumspreis          | Shore, Stein, Papier                                  | Ramon Diehl, Paul Lücke, Benjamin Staffe und Andreas Szczurowski | Interview-Reihe des YouTube-Kanals Zqnce mit dem ehemaligen Drogenabhängigen und Häftling $ick                                                                                     | shore-stein-papier.de      |

## 2016
| Kategorie               | Angebot                                   | Herausgeber | Beschreibung | Link                      |
| ----------------------- | ----------------------------------------- | --- | --- | ------------------------- |
| Information             | dekoder – Russland entschlüsseln          | Jan Matti Dollbaum, Alena Göbel, Nastya Golovenchenko, Leonid Klimov, Martin Krohs, Tamina Kutscher, Daniel Marcus und Friederike Meltendorf                                               | Übersetzung von Recherchen, Reportagen und Projekten aus unabhängigen russischen Medien ins Deutsche                                                                                          | dekoder.org               |
| Information             | Straßengezwitscher                        | Johannes Angermann, Johannes Filous, Paul Hildebrand, Alexej Hock, Konstantin Kumpfmüller, Nadja Neqqache, Ludwig Rehnolt, Johannes Schneider                                              | Berichterstattung per Twitter über rechtsradikale Aktionen gegen Flüchtlinge, aber auch zur Willkommenskultur im Raum Dresden                                                                 | twitter.com               |
| Wissen und Bildung      | Klangökologie: Die Symphonien der Natur   | Andreas von Bubnoff, Joachim Müller-Jung, Robert Wenkemann, Jochen Rößler, Marion Dubberke                                                                                                 | Scrollreportage der FAZ mit Tönen aus den unterschiedlichsten Lebensräumen der Welt | faz.net                   |
| Kultur und Unterhaltung | DADA-DATA                                 | Bruno Choiniere, David Dufresne, Stéphanie Émond, Judith Hardegger, Anita Hugi, Léa Klaue, Alexander Knetig, Christian Lebel, Patrick Müller, Caroline Mutz, Ninetta Roggli und Sven Wälti | Portal von SRG SSR in Koproduktion mit Arte zu den unterschiedlichsten Erscheinungsformen der Dada-Bewegung                                                                                   | dada-data.net             |
| Kultur und Unterhaltung | makellosmag – die blog (fem.)             | Corinne Luca | Blog zu klassischen Frauenthemen mit kritisch-feministischem Anspruch | makellosmag.de            |
| Kultur und Unterhaltung | Trappeto-Solingen-Trappeto ... und zurück | Michaela Böhm, Stephan Morgenstern, Ellen Häring, Manfred Hilling | Reportage von Deutschlandradio Kultur über Gastarbeiter aus dem Dorf Trappeto bei Palermo, die sich in den 1960er Jahren in Solingen angesiedelt haben                                        | deutschlandradiokultur.de |
| Spezial                 | Barbara.                                  | Barbara | Anonyme Künstlerin aus dem Raum Heidelberg, die im öffentlichen Raum, insbesondere an Straßenschildern und Plakaten, Aufkleber mit kleinen, witzigen Botschaften hinterlässt                  | facebook.com              |
| Spezial                 | Interaktiv-Team der Berliner Morgenpost   | Max Boenke, Moritz Klack, Christopher Möller, André Pätzold, Julius Tröger und David Wendler                                                                                               | Ausgezeichnet für interaktive Grafiken, Karten und Anwendungen auf der Website der Berliner Morgenpost                                                                                        | morgenpost.de             |
| Publikumspreis          | BrainFed                                  | Marik Roeder, Julia Althoff und Franzi von Kempis | Newsmagazin auf Youtube, mit dem Hintergründe zu aktuellen relevanten Themen, etwa aus dem Bereich der Politik oder der Internet-Sicherheit, für ein jugendliches Publikum aufbereitet werden | youtube.com               |

## 2017
| Kategorie               | Angebot                             | Herausgeber | Beschreibung | Link                     |
| ----------------------- | ----------------------------------- | --- | --- | ------------------------ |
| Information             | Ihre Wahl – Der WDR Kandidatencheck | Sabine Bresser, Stefanie Faulhauer, Axel Klauwer, Julia Lüke, Julia Michael, Stefan Moll, Hans-Christian Müller, | Auf diesem Portal wurden Kandidaten der Landtagswahl in Nordrhein-Westfalen 2017 zu wahlspezifischen Themen befragt (wurde zur Bundestagswahl 2017 wiederholt)           | kandidatencheck.wdr.de   |
| Wissen und Bildung      | Die mit den Händen tanzt            | Christian Cyfus, Salvatore Detzel, Miriam Dünschede, Justus von der Handt, Kerstin Henninger, Oliver Körting, Klaudija Schnödewind | Online-Reportage des Hessischen Rundfunks für hr2-kultur über die Gebärdensprach-Dolmetscherin Laura Schwengber, die bei Konzerten Lieder in Gebärdensprache wiedergibt. | reportage.hr.de          |
| Wissen und Bildung      | Was heißt schon arm?                | Florian Diekmann, Britta Kollenbroich | Webreportage von Spiegel Online zum Thema Armut mit Interviews mit von Armut betroffenen Menschen                                                                        | spiegel.de: Armut        |
| Kultur und Unterhaltung | Datteltäter                         | Younes Al-Amayra, Fiete Aleksander, Farah Bouamar, Hibat Khelifi, Nour Khelifi, Marcel Sonneck | Humorvolle Aufarbeitung muslimischer Vorurteile; Angebot von Funk | youtube.com: Datteltäter |
| Kultur und Unterhaltung | Der Kölner Dom in 360° und VR       | Jörg Courtial, Maria Courtial, Stefan Domke, Achim Fell, David Finsterwalder, Heinz Greuling, Thomas Hallet, Benno vom Hofe, Gerrit Lochmann, Dirk Meffert, Stefan Moll, David Ohrndorf, Markus Scholz, Daniel Sproll, Bettina Stein, Lisa Weitemeier, Chris Witzani, Alexandra Worbs, Martin Zylka | Angebot des Westdeutschen Rundfunks zur virtuellen Erkundung des Kölner Doms                                                                                             | dom360.wdr.de            |
| Kultur und Unterhaltung | Wochenendrebell                     | Jason von Juterczenka, Mirco von Juterczenka | Blog eines Vaters über seine Erlebnisse mit seinem Sohn, der das Asperger-Syndrom hat                                                                                    | wochenendrebell.de       |
| Spezial                 | #ichbinhier                         | Hannes Ley und andere | Online-Aktion für eine bessere Diskussionskultur in sozialen Medien, ausgehend von einer geschlossenen Facebook-Gruppe                                                   | facebook.com             |
| Spezial                 | Resi-App                            | Martin Hoffmann, Moritz Klack, Christopher Möller, Giuseppe Di Vincenzo, Maxim Zaks | Personalisierbare Nachrichten-App | app.resiapp.io           |
| Publikumspreis          | Datteltäter                         | Younes Al-Amayra, Fiete Aleksander, Farah Bouamar, Hibat Khelifi, Nour Khelifi, Marcel Sonneck | Humorvolle Aufarbeitung muslimischer Vorurteile; Angebot von Funk | youtube.com: Datteltäter |

## 2018
| Kategorie               | Angebot                                     | Herausgeber | Beschreibung | Link                                                       |
| ----------------------- | ------------------------------------------- | --- | --- | ---------------------------------------------------------- |
| Wissen und Bildung      | maiLab                                      | Melanie Gath (Umsetzung), Mai Thi Nguyen-Kim (Konzept und Umsetzung)                                           | „In ihren Videos im „funk“-YouTube-Kanal „maiLab“ werden ausführlich, verständlich und unterhaltsam wissenschaftliche Zusammenhänge erklärt und es wird mit verbreiteten Mythen aufgeräumt ... Dabei kann ihre spürbare Begeisterung für die Wissenschaft für andere junge Frauen Vorbild sein.“ | youtube.com: maiLab                                        |
| Wissen und Bildung      | RiffReporter                                | Sebastian Brink (Umsetzung), Tanja Krämer (Konzept und Umsetzung), Christian Schwägerl (Konzept und Umsetzung) | „Es geht um Forschungs- und Bildungspolitik, um Ornithologie oder Astronomie. „RiffReporter“-Artikel sind lang und fundiert, kein leicht konsumierbares Magazin, sondern Experten-Informationen für Interessierte. Doch nicht nur die zu thematischen „Korallen“ sortierten Inhalte unterscheiden sie von anderen Webmagazinen: Die „RiffReporter“ sind als Genossenschaft organisiert. Journalistische Entscheidungen treffen sie gemeinsam, Einnahmen von Unterstützern und Lesern gehen direkt an die Autoren.“                  | riffreporter.de                                            |
| Kultur und Unterhaltung | Bewegte Jahre. Auf den Spuren der Visionäre | (Hrsg.): Museum für Kunst und Gewerbe Hamburg                                                                  | „Das Museum für Kunst und Gewerbe Hamburg schickt uns um das Jahr 1900 auf die Reise mit dem jungen Reporter Christian Heller. Wir begleiten ihn nach Wien, nach Glasgow oder nach Paris auf den Spuren des Jugendstils. Wie der fiktive Christian Heller begegnen wir in den acht Kapiteln des Webspecials „Bewegte Jahre“ realen Personen und sehen Dokumente, Objekte und Fotos aus den Beständen des Museums. Das Tagebuch lässt sich auch als Audioversion hören. Eine Übersetzung in Deutsche Gebärdensprache ist verfügbar.“ | bewegtejahre.mkg-hamburg.de                                |
| Kultur und Unterhaltung | Ein deutsches Dorf                          | Henri-Nannen-Journalistenschule (37. Lehrgang)                                                                 | „Der 37. Abschlussjahrgang der Henri-Nannen-Schule hat sich zwei Wochen nahe des[sic!] Dorfes[sic!] Werpeloh im Emsland einquartiert, um das Leben dort hautnah mitzuerleben und multimedial zu dokumentieren. ...“ | eindeutschesdorf.de                                        |
| Kultur und Unterhaltung | Mädelsabende                                | Westdeutscher Rundfunk Köln (WDR)                                                                              | Instagram-Kanal, der „sich den echten Problemen seiner Community widmet und Themen behandelt, die jungen Frauen wichtig sind. ...“ | www1.wdr.de (Memento vom 1. Juli 2018 im Internet Archive) |
| Kultur und Unterhaltung | Sommers Weltliteratur to go                 | Michael Sommer (Gesamtverantwortung)                                                                           | „Wer überlebt in „Macbeth“? Wie sind die Familienverhältnisse bei „Krieg und Frieden“? ... worum genau geht es in „Faust II“? Nachgespielt mit Playmobilfiguren komprimiert der Theatermacher Michael Sommer in seinem YouTube-Kanal literarische Werke auf wenige Minuten.“ | youtube.com                                                |
| Spezial                 | Raul's Blog                                 | Raul Krauthausen                                                                                               | Inklusions-Aktivist (eigene Aussage): „Für die persönliche Leistung.“ | raul.de                                                    |
| Spezial                 | Deutschland spricht                         | Zeit Online | „... Vor der Bundestagswahl [2017] wurden mittels eines Algorithmus unbekannte Paare für einen Diskurs zusammengebracht. Die Teilnehmer beantworteten vorab fünf Fragen und wurden mit einem möglichst kontroversen Gegenstück aus der Nähe gematcht. Anschließende Offline-Treffen wurden zum Teil begleitet und Artikel darüber im Web publiziert.“ | zeit.de                                                    |
| Publikumspreis          | maiLab                                      | Siehe Kategorie „Wissen und Bildung“ 2018 oberhalb                                                             | |                                                            |

## 2019
| Kategorie               | Angebot                    | Herausgeber | Beschreibung | Link                          |
| ----------------------- | -------------------------- | --- | --- | ----------------------------- |
| Information             | Krautreporter              | Theresa Bäuerlein, Philipp Daum, Sebastian Esser, Christian Fahrenbach, Bent Freiwald, Vera Fröhlich, Leon Fryszer, Christian Gesellmann, Esther Göbel, Martin Gommel, Rico Grimm, Ruben Grimm, Sara Hesse, Gregory Igelmund, Silke Jäger, Christoph Koch, Alexander Krützfeldt, Josa Mania-Schlegel, Susan Mücke, Philipp Schwörbel, Alexander von Streit | Durch Crowdfunding finanziertes Online-Magazin | krautreporter.de              |
| Information             | Wem gehört Hamburg?        | Justus von Daniels, Jonathan Sachse, Anne-Lise Bouyer, Simon Wörpel, Benjamin Schubert, Margherita Bettoni, Ruth Fend, Peter Wenig, Ivo Mayr, Knut Hühne, Elisa Harlan, Jonas Seufert | „In einem eigens eingerichteten Crowd-Newsroom haben sie Angaben von mehr als 1.000 Mieter*innen ausgewertet und so Eigentumsdaten zu über 15.000 Wohnungen recherchiert. In den Hintergrundgeschichten wird klar, an wen die Stadt ihr Eigentum verkauft, wessen Profitgier die Mieten in die Höhe treibt und was ein undurchsichtiger Wohnungsmarkt mit Geldwäsche zu tun hat.“ | wem-gehoert-hamburg.de        |
| Wissen und Bildung      | Ultralativ                 | Fynn Kröger, Paul Schulte | „Paul Schulte und Fynn Kröger veröffentlichen auf ihrem YouTube-Kanal „Ultralativ“ Videoessays über „YouTube, das Internet und den ganzen absurden Rest“.“ | youtube.com: Ultralativ       |
| Kultur und Unterhaltung | Buterbrod und Spiele       | Christian Frey, Moritz Gathmann | „Zur Fußball-WM 2018 in Russland waren Christian Frey und Moritz Gathmann abseits der Spielorte unterwegs. In ihrem Blog „Buterbrod und Spiele“ sprechen sie mit einem Comiczeichner aus der prosperierenden sibirischen Stadt Tjumen oder lassen sich von einem Nachfahren schwäbischer Siedler erzählen, was sich seit Sowjetzeiten geändert hat.“                              | buterbrod-und-spiele.de       |
| Kultur und Unterhaltung | Krieg und Freitag          | Tobias Vogel | „Tobias Vogel beweist mit seinen Zeichnungen für „Krieg und Freitag“ das Gegenteil. Auf Twitter, Facebook und Instagram veröffentlicht er regelmäßig Strichmännchen-Zeichnungen zu gesellschaftlichen, politischen oder auch persönlichen Themen.“ | Twitter: kriegundfreitag      |
| Kultur und Unterhaltung | Mensch Mutta.              | Chill Carrier aka Sebastian Kretzschmar, Melanie Gywer, Karl Stefan Röser, Fabian Schaller, Katharina Thoms | „Die Mutter der Journalistin Katharina Thoms hat ihr halbes Leben in der DDR verbracht. Ein ganz normales Leben, dachten beide lange Zeit. Im Gespräch für die sieben Folgen des Podcasts „Mensch Mutta.“ zeigen sich die kleinen Besonderheiten in der Vergangenheit der Mutter...“                                                                                              | menschmutta.de                |
| Kultur und Unterhaltung | Techniktagebuch            | Kathrin Passig, Anne Schüßler, Christopher Bergmann, Henning Grote, Inés Gutiérrez (die Kaltmamsell), Angela Heider-Willms, Thomas Jungbluth, Lukas Daniel Klausner, Volker König, Kristin Kopf, Oliver Laumann, Verena Lenes, Undine Löhfelm, Felix Lorenz, Alexander Matzkeit, Johannes Mirus, Clemens Möller, Eva Müller, Armin Ortmann, Tilman Otter, Esther Seyffarth, André Spiegel, Andreas Stahl, Alexander Stielau, Ira Strübel, Thomas Wiegold, Markus Winninghoff | „Die vielen Autor*innen und das Redaktionsteam berichten in hoher Frequenz über die Milchzapfstelle beim Bauern genauso wie über papierlose Tickets.“ | Tumblr: techniktagebuch       |
| Spezial                 | Tincon                     | TINCON e. V. | „Die „Teenageinternetwork Convention“ TINCON gibt seit 2016 der jungen Generation zwischen 13 und 21 Jahren einen Diskursraum, die Themen ihrer digitalen Lebenswirklichkeit und Zukunft auch offline zu vertreten.“ | tincon.org                    |
| Publikumspreis          | Einigkeit & Rap & Freiheit | funk / Radio Bremen | „Hubertus Koch spricht in seinem YouTube-Format „Einigkeit & Rap & Freiheit“ mit Deutsch-Rappern über ihre Musik, vor allem aber über Themen wie Politik, Klimawandel oder auch Antisemitismus.“ | YouTube: EinigkeitRapFreiheit |

## 2020
| Kategorie               | Angebot                 | Herausgeber                     | Beschreibung                                | Link                     |
| ----------------------- | ----------------------- | ------------------------------- | ------------------------------------------- | ------------------------ |
| Information             | Das Coronavirus-Update  | NDR Info                        | Podcast mit dem Virologen Christian Drosten | Coronavirus-Update       |
| Information             | NSU-Watch               |                                 |                                             | nsu-watch.info           |
| Information             | STRG F                  |                                 |                                             | STRG F                   |
| Wissen und Bildung      | Die Spende              | Dominik Stawski, Patrick Junker |                                             | stern.de/organspende     |
| Wissen und Bildung      | Eigensinn im Bruderland |                                 |                                             | bruderland.de            |
| Wissen und Bildung      | RomArchive              |                                 |                                             | romarchive.eu            |
| Kultur und Unterhaltung | Karakaya Talk           |                                 |                                             | go.funk.net/karakayatalk |
| Spezial                 | Die Zerstörung der CDU  | Rezo                            |                                             | Die Zerstörung der CDU   |
| Publikumspreis          | Das Coronavirus-Update  | NDR Info                        | Podcast mit dem Virologen Christian Drosten | Coronavirus-Update       |

## 2021
| Kategorie               | Angebot                      | Herausgeber | Beschreibung | Link                     |
| ----------------------- | ---------------------------- | --- | --- | ------------------------ |
| Information             | 190220 – Ein Jahr nach Hanau | Spotify Studios | Podcast über den Anschlag in Hanau 2020 | spotify.com/hanau        |
| Information             | Gegen uns.                   | Verband der Beratungsstellen für Betroffene rechter, rassistischer und antisemitischer Gewalt e. V., Opferberatung „Support“ des RAA Sachsen e. V. | Webdokumentation mit Lebensgeschichten von Menschen, die im Osten Deutschlands aus rassistischen, antisemitischen und anderen rechten Motiven angegriffen wurden | gegenuns.de              |
| Wissen und Bildung      | #StolenMemory                | Arolsen Archives | Scrollytelling-Website zu 2500 Erinnerungsstücken, die an die Familien von KZ-Insassen zurückgegeben werden sollen                                               | stolenmemory.org         |
| Wissen und Bildung      | Niklas Kolorz                | TikTok | Wissensvermittlung auf TikTok | tiktok.com/@niklaskolorz |
| Kultur und Unterhaltung | Dulsberg Late Night          | Grund- und Stadtteilschule Alter Teichweg und Kulturagenten für kreative Schulen Hamburg                                                           | Late-Night-Show mit dem Schulleiter Björn Lengwenus während der COVID-19-Pandemie                                                                                | Playlist auf youtube     |
| Kultur und Unterhaltung | Queerkram                    | Johannes Kram | Podcast eines Berliner Aktivisten über Themen und Begriffe für die LGBTI*-Community                                                                              | queerkram.com            |
| Spezial                 | dekoder Specials             | dekoder gGmbH | datenjournalistische Auswertungen und Geschichten an der Schnittstelle von Wissenschaft und Journalismus                                                         | specials.dekoder.org     |
| Spezial                 | Die beste Instanz            | Enissa Amani, Erhan Dogan, Sam Shamami | Talk-Panel zu Themen wie Rassismus, Antisemitismus oder Antiziganismus als Reaktion auf die WDR-Sendung Die letzte Instanz                                       | instanz.enissa-amani.de  |
| Publikumspreis          | Niklas Kolorz                | TikTok | Wissensvermittlung auf TikTok | tiktok.com/@niklaskolorz |

## 2022
| Kategorie               | Angebot                               | Herausgeber                                                                                                   | Beschreibung | Link                            |
| ----------------------- | ------------------------------------- | --- | --- | ------------------------------- |
| Information             | Cui Bono: WTF happened to Ken Jebsen? | Studio Bummens, Norddeutscher Rundfunk, Rundfunk Berlin-Brandenburg, K2H                                      | Der Podcast erzählt in mehreren Folgen die Entwicklung von Ken Jebsen von seinen Anfängen als Moderator bei Radio-Fritz bis hin zu seinem Werdegang als einer der einflussreichsten Verschwörungstheoretiker Deutschlands. | studio-bummens.de               |
| Information             | Slahi – 14 Jahre Guantánamo           | Norddeutscher Rundfunk                                                                                        | Es wird die Lebensgeschichte von Mohamedou Ould Slahi erzählt, der in den USA lange als eine Schlüsselfigur der Al-Qaida galt und Guantánamo gefangen gehalten wurde.                                                      | ardaudiothek.de                 |
| Information             | Umwelt in Ostdeutschland              | Mitteldeutscher Rundfunk                                                                                      | Datenjournalistische Aufbereitung der Umweltverschmutzung in der DDR und deren bis heute messbaren Einfluss auf die Umwelt.                                                                                                | umwelt-im-osten.de              |
| Wissen und Bildung      | Nuclear Games – Die atomare Bedrohung | Docmine, Schweizer Radio und Fernsehen                                                                        | In Form eines Graphic Novels werden in einem Mix aus interaktiver Animation und Dokumentation die Gefahren der zivilen und militärischen Nutzung von Nukleartechnologie aufbereitet.                                       | nuclear-games.net               |
| Wissen und Bildung      | safespace.offiziell                   | Rundfunk Berlin-Brandenburg                                                                                   | Über TikTok werden die Themen der Gesundheitsredaktion des rbb für ein junges Publikum aufbereitet. Dabei geht es vor allem auch um sensible Themen, wie Verhütung, Periode, oder Masturbation.                            | tiktok.com/@safespace.offiziell |
| Kultur und Unterhaltung | Im Dunkeln – ein Leuchten             | Staatsgalerie Stuttgart                                                                                       | Es werden auf digitalem Weg sechs Zeichnungen des Künstlers Fred Uhlman näher beleuchtet, mit denen er die Schrecken des Zweiten Weltkriegs verarbeitete.                                                                  | uhlman.staatsgalerie.de         |
| Kultur und Unterhaltung | Kandvala                              | Sitara Thalia Ambrosio, Iván Furlan Cano, Josephine Hochbruck, Jannis Große, Michael Trammer und Hassan Walli | Die Multimedia-Reportage porträtiert verschiedene flüchtende Menschen in ihrer vorübergehenden Unterkunft, der Bauruine „Kandvala“, die über die Balkan-Route versuchen in die Europäische Union zu gelangen.              | story.multim3dia.de/kandvala    |
| Spezial                 | CORRECTIV.Lokal                       | CORRECTIV | Unterstützung von lokalen Journalisten und Journalistinnen durch das Recherchenetzwerk. | correctiv.org/lokal/            |
| Publikumspreis          | Scobel                                | ZDF, 3sat | Gert Scobel beleuchtet wöchentlich verschiedene Themen, wie Roboter mit Bewusstsein oder Klimaschutz aus philosophischer Sicht.                                                                                            | youtube.com/scobel              |

## 2023
| Kategorie               | Angebot                                                 | Herausgeber                                     | Link                                  |
| ----------------------- | ------------------------------------------------------- | ----------------------------------------------- | ------------------------------------- |
| Information             | DeinBruderStève                                         | -                                               | tiktok.com/@brudersteve               |
| Information             | Schwangerschaftsabbruch in Deutschland                  | CORRECTIV.Lokal                                 | correctiv.org/schwangerschaftsabbruch |
| Information             | Teurer Wohnen                                           | detektor.fm radioeins                           | detektor.fm/teurer-wohnen             |
| Wissen und Bildung      | Das Ende vom ewigen Eis                                 | Das Magazin                                     | tagesanzeiger.ch/thwaites-gletscher   |
| Wissen und Bildung      | Im Takt: Wege in den Geschlossenen Jugendwerkhof Torgau | Gedenkstätte Geschlossener Jugendwerkhof Torgau | heimerziehung-ddr.de                  |
| Wissen und Bildung      | Stolpersteine NRW                                       | WDR                                             | stolpersteine.wdr.de                  |
| Kultur und Unterhaltung | Hand drauf                                              | funk/WDR                                        | instagram.com/hand.drauf              |
| Kultur und Unterhaltung | TO BE SEEN. queer lives 1900-1950                       | NS-Dokumentationszentrum München                | stories.nsdoku.de/tobeseen            |
| Publikumspreis          | Doktor Whatson                                          | TWENTYTWO Film GmbH                             | youtube.com/DoktorWhatson             |

## 2024
| Kategorie                            | Angebot                                      | Herausgeber                                                 | Link                                                                                                  |
| ------------------------------------ | -------------------------------------------- | ----------------------------------------------------------- | --- |
| Information                          | Europäische Waffen, amerikanische Opfer      | Tagesspiegel (in Zusammenarbeit mit dem ZDF Magazin Royale) | tagesspiegel.de/todauseuropa                                                                          |
| Information                          | Systemeinstellungen                          | netzpolitik.org                                             | netzpolitik.org/systemeinstellungen                                                                   |
| Wissen und Bildung                   | #LastSeen. Bilder der NS-Deportationen       | Verbundprojekt #LastSeen c/o Freie Universität Berlin       | atlas.lastseen.org                                                                                    |
| Wissen und Bildung                   | keine.erinnerungskultur                      | Susanne Siegert                                             | tiktok.com/@keine.erinnerungskultur                                                                   |
| Wissen und Bildung                   | Robinga Schnögelrögel                        | Robinga Schnögelrögel                                       | instagram.com/robinga_schnoegelroegel                                                                 |
| Kultur und Unterhaltung              | Curt Bloch und „Het Onderwater-Cabaret“      | Q Kreativgesellschaft                                       | curt-bloch.com                                                                                        |
| Kultur und Unterhaltung              | Library of Lost Books                        | Leo Baeck Institute                                         | libraryoflostbooks.com/de/                                                                            |
| Spezial                              | Databroker-Files-Recherche                   | netzpolitik.org und Bayerischer Rundfunk                    | netzpolitik.org/2024/databroker-files-die-grosse-datenhaendler-recherche-im-ueberblick/               |
| Publikumspreis                       | @tahdur auf TikTok                           | Tahsim Durgun                                               | tiktok.com/@tahdur                                                                                    |
| Sonderpreis „Künstliche Intelligenz“ | In 5 Tagen Mord – Die Krimi-Challenge mit KI | Bayerischer Rundfunk                                        | die-krimi-challenge-mit-ki/911 br.de/mediathek/podcast/in-5-tagenmord- die-krimi-challenge-mit-ki/911 |